# Mariano Azuela
Mariano Azuela (Lagos de Moreno, 1º gennaio 1873 – Città del Messico, 1º marzo 1952) è stato un medico e scrittore messicano, principale esponente della corrente letteraria del romanzo rivoluzionario.
È infatti conosciuto per i suoi romanzi e racconti brevi sulla rivoluzione messicana del 1910. Lavorò per il teatro e la critica letteraria. Fu il primo scrittore della Rivoluzione, influenzando i successivi scrittori messicani della protesta sociale. 

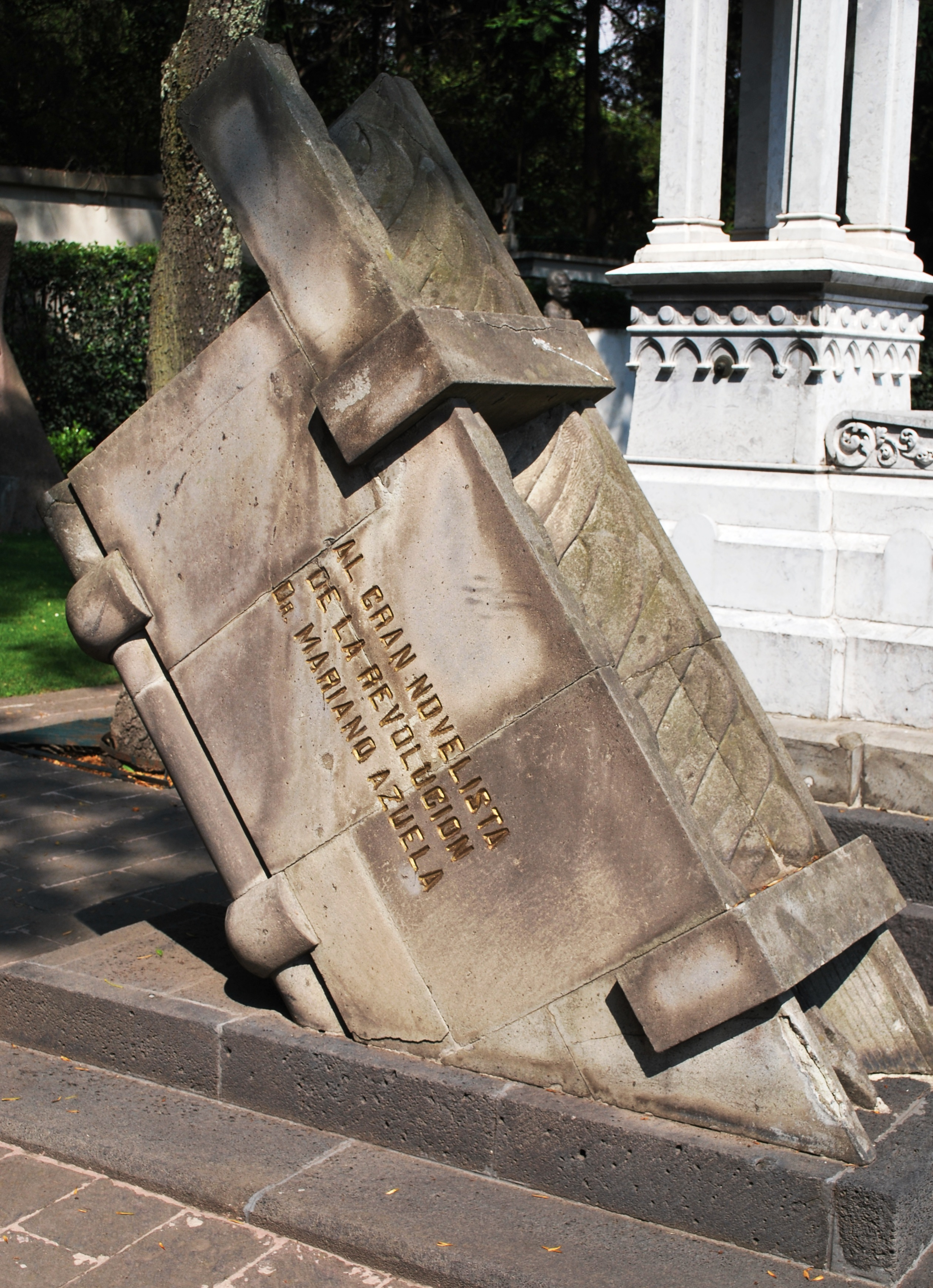
Tomba di Mariano Azuela a Città del Messico

Il suo primo romanzo, María Luisa, fu scritto nel 1907, seguito da Los fracasados nel 1908 e Mala yerba nel 1909. Il tema principale dei suoi primi romanzi è il destino. Scrisse della vita sociale dei messicani durante la dittatura di Porfirio Díaz. Dopo aver toccato con mano l'esperienza della rivoluzione messicana, il suo stile divenne sarcastico e disilluso. Il suo primo romanzo con temi inerenti alla Rivoluzione fu Andrés Pérez, maderista del 1911, seguito da Sin Amor nel 1912 e il suo romanzo più famoso, Los de abajo nel 1915. Continuò a scrivere brevi racconti e romanzi influenzati dalla Rivoluzione. I suoi lavori successivi includono El camarada Pantoja nel 1937, Regina Landa nel 1939, La nueva burguesía nel 1941 e La maldición, pubblicato postumo nel 1955. Questi lavori rappresentano un satirico affresco della vita in un Messico post-rivoluzionario che stigmatizza in maniera tagliente la demagogia e l'intrigo politico.

## Biografia
Mariano Azuela nasce a Lagos de Moreno, Jalisco il 1º gennaio 1873, da Evaristo Azuela e Paulina Azuela. Cresce nella piccola fattoria costruita dal padre, la quale influenzerà le ambientazioni di molti dei suoi racconti brevi. A quattordici anni entrò in un seminario cattolico, ma abbandonò presto gli studi religiosi. Studia medicina a Guadalajara, Jalisco conseguendo la laurea nel 1899. Iniziò a praticare nella sua città natale Lagos de Moreno. Dopo la rivoluzione messicana si trasferirà a Città del Messico. Nel 1900 sposa Carmen Rivera, nipote di Agustín Rivera, prete e storico di Lagos de Moreno. Avranno 10 figli (5 maschi e 5 femmine).
Come molti studenti, Azuela si oppose alla dittatura del regime di Díaz. Durante il periodo della rivoluzione messicana, Azuela raccontò l'impatto della guerra sul Messico e sulla popolazione. Quando Porfirio Díaz fu deposto, Azuela fu nominato capo degli affari politici di Moreno nel 1911 e direttore dell'educazione dello stato di Jalisco nel 1914 dal presidente Francisco Madero. Dopo l'omicidio di Madero, prese parte alla causa costituzionalista. Viaggiò con le forze militari di Julián Medina, un seguace di Pancho Villa, dove prestò servizio come dottore di campo. La sua partecipazione al conflitto gli diede materiale per scrivere Los de abajo (1915). Quando le forze controrivoluzionarie di Victoriano Huerta trionfarono momentaneamente, Azuela dovette emigrare a El Paso, in Texas. Qui scrisse Los de abajo, una descrizione in prima persona del combattimento durante la rivoluzione messicana, basata sulla sua esperienza sul campo. Fu prima pubblicato a episodi sul giornale "El Paso del Norte" dall'ottobre al dicembre del 1915. Il libro non ricevette un consenso generale fino al 1924, quando fu acclamato come romanzo della rivoluzione. Los de abajo rappresenta l'inutilità della rivoluzione, la maggioranza sfortunata del suo paese. Azuela combatté per un Messico migliore. Credeva che la rivoluzione avesse corretto alcune ingiustizie, ma ne creò altre altrettanto deplorevoli.
Nel 1917 si trasferì a città del Messico dove, per il resto della sua vita, continuerà a scrivere e lavorare come dottore per i poveri. 
Nel 1942 ricevette il Premio nazionale messicano per la letteratura. L'8 aprile 1943 divenne membro fondatore del Mexico's National College. Nel 1949 ricevette il Premio nazionale messicano per le arti e le scienze. Morì a Città del Messico il 1º marzo 1952 e fu sepolto nel Panteón Civil, nella Rotonda de los Hombre Ilustres.

## Opere
- María Luisa (1907).
- Los fracasados (1908).
- Mala yerba (1909).
- Andrés Pérez, maderista (1911).
- Quelli di sotto (Los de abajo), traduzione di Raul Shenardi, SUR, 2017  [1915],  p. 190, ISBN 978-88-6998-051-0.
- La malhora (1923).
- El desquite (1925).
- La luciérnaga (1932).
- Cien años de novela mexicana (1947).
- Sendas perdidas (1949).
- La maldición (1955, postuma).
- Esa sangre (1956, postuma).